# Consum
Die Genossenschaft Consum ist ein spanischer Lebensmitteleinzelhändler mit Sitz in Silla (Valencianische Gemeinschaft).

## Beschreibung und Geschichte
Consum wurde im Jahr 1975 gegründet. Ab 1987 führte die Supermarktkette eine ausgedehnte Expansionspolitik und erwarb in den folgenden Jahre mehrere Unternehmen im Vertriebssektor: Vegeva (1988), Ecoben, Alihogar (1991) und Jobac (1991) in der Region Valencia sowie Distac (1998) und Disbor (1999) in Katalonien.

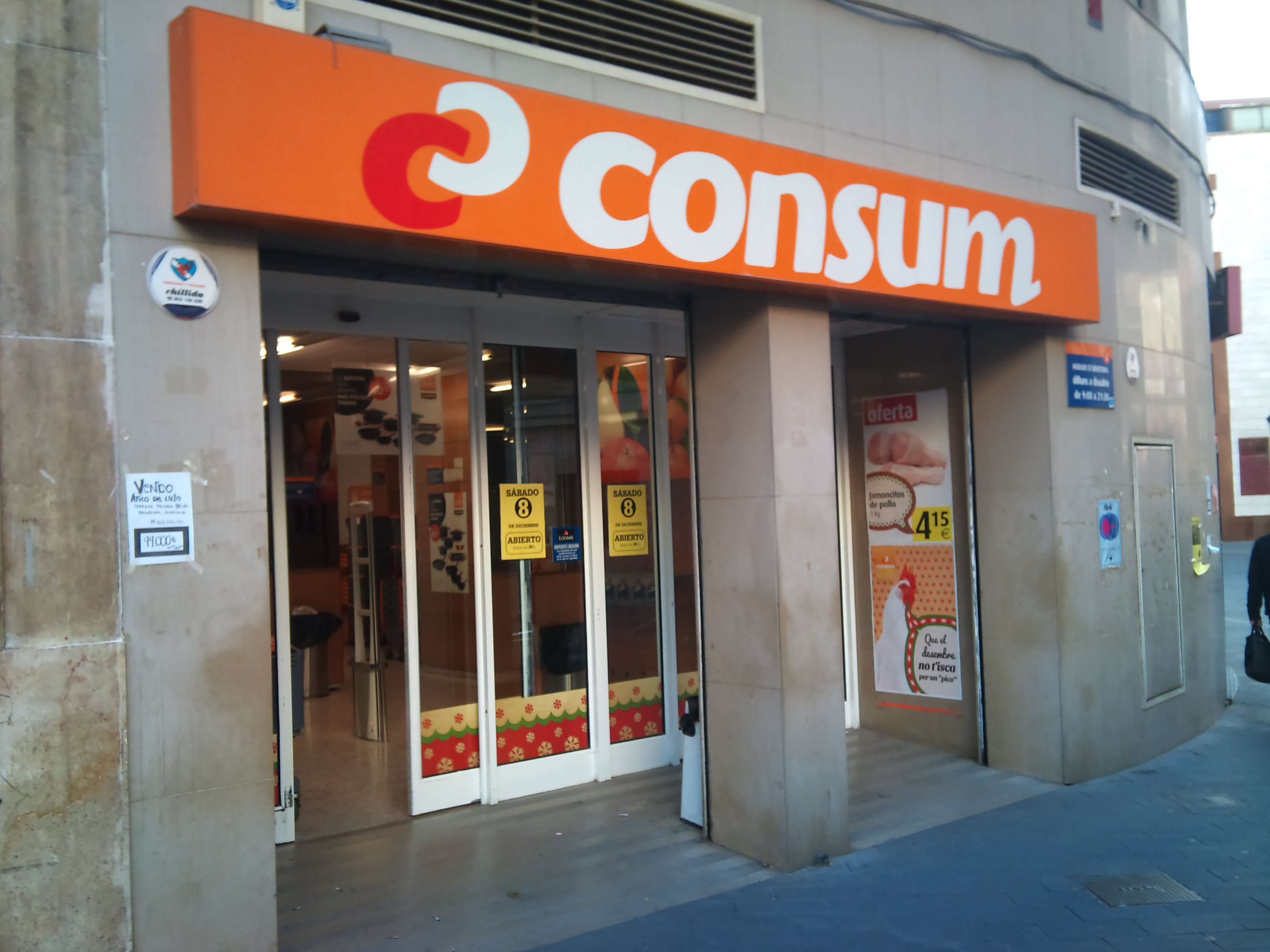
Eingang eines Consum-Supermarkts in Valencia.

Anfang der 1990er Jahre ging Consum eine Handelsallianz mit der Eroski–Gruppe ein. Diese Allianz endete im Februar 2004, nachdem Consum beschlossen hatte, sich aufgrund von Differenzen im Organisationsmodell von dem Projekt zu distanzieren.
Im Jahr 2007 erweiterte Consum seine Präsenz in Katalonien mit 53 Supersol-Supermärkten. Im selben Jahr erwarb die Genossenschaft auch 62 Caprabo-Supermärkte, die sich über die Regionen Valencia, Murcia, Kastilien-La Mancha und Andalusien verteilen. Im Mai 2010 erwarb sie 12 Supermärkte von Vidal Europa und einen von Eroski.
Im Jahr 2016 begann Consum mit dem Vertrieb von Produkten über einen eigenen E-Commerce-Shop mit mehr als 9.000 Produkten.

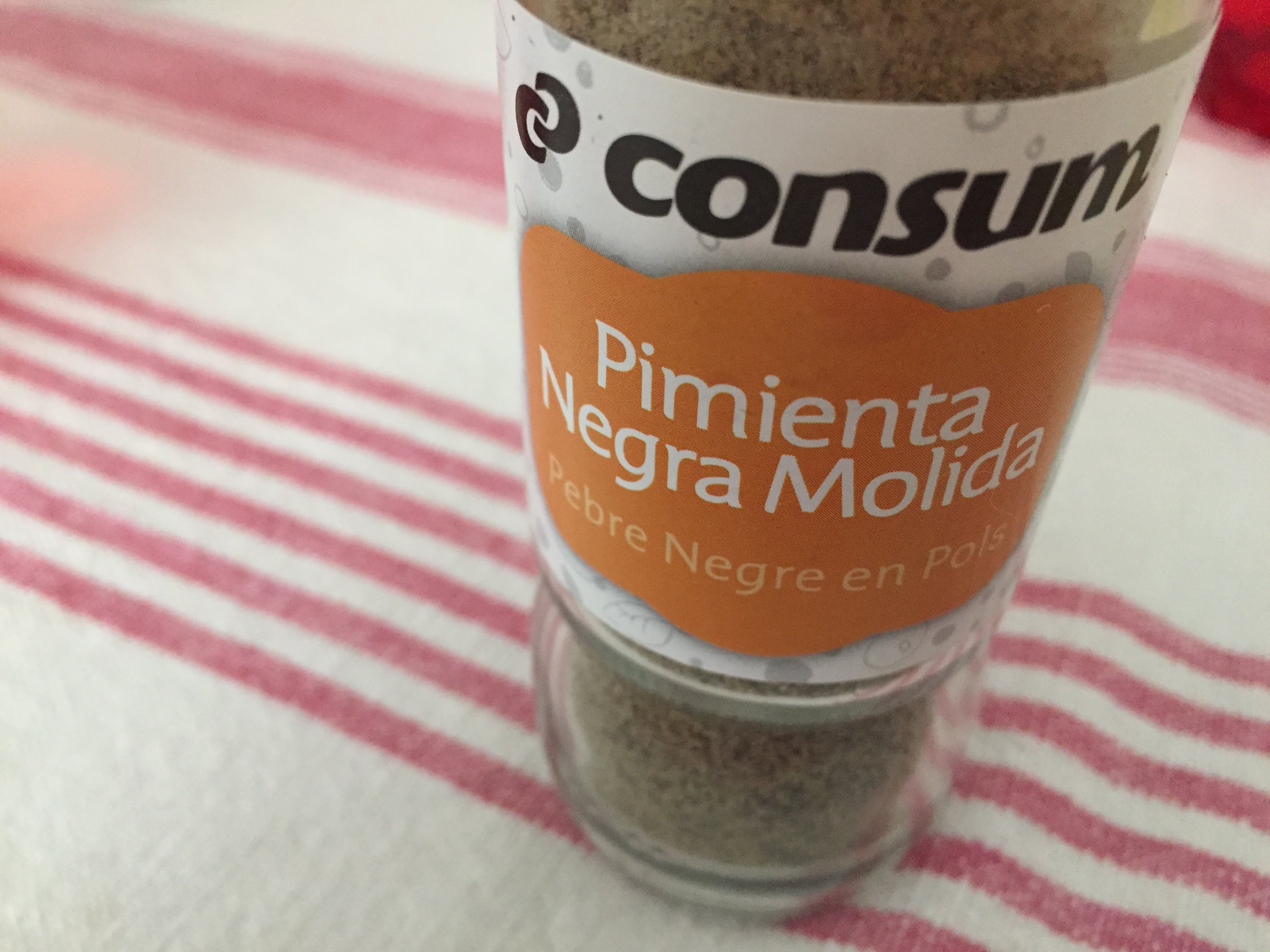
Zweisprachige Produktbeschriftung

Im Jahr 2018 beschloss Consum infolge von Beschwerden katalanischer Kunden, die Kennzeichnung in Valencianischer Sprache auf 5 % seiner Produkte zu streichen.
Aus diesem Grund wurde in den sozialen Netzwerken eine Kampagne gegen den Vorschlag gestartet, die vor allem von katalanischen Nationalisten und Unabhängigkeitsbefürwortern getragen wurde. Einige Mitglieder des linksgerichteten politischen Bündnisses Compromís schlossen sich dieser Kampagne an, was schließlich in einem Boykott der Genossenschaft mündete, den mehr als 27.000 Menschen unterstützten.
Mit Stand von Ende 2023 verfügt Consum über 933 Filialen, die sich in 485 eigene Supermärkte und 488 Charter-Franchises untergliedern. Das Unternehmen ist in den Regionen Valencia, Katalonien, Murcia, Kastilien–La Mancha, Andalusien und Aragonien vertreten. Im Jahr 2023 verzeichnete die Genossenschaft einen Umsatzanstieg von 13,6 % gegenüber 2022 und erreichte einen Umsatz in Höhe von etwa 4,39 Milliarden Euro und einen Gewinn von etwa 101,1 Millionen Euro.